# Megaloglossus azagnyi
Megaloglossus azagnyi är ett däggdjur i familjen flyghundar som förekommer i Västafrika. Fram till 2012 var populationen en del av Megaloglossus woermanni.

## Utseende
Arten når en kroppslängd av 64 till 82 mm, saknar svans, väger 9 till 14 g, har 38 till 42 mm långa underarmar och 13 till 15 mm stora öron. Den kännetecknas av en smal nos, av stora bruna ögon och av en 20 till 40 cm lång tunga som är endast 5 mm bred vis spetsen. På spetsen finns håriga utskott som liknar en borste. Den tydligaste skillnaden mot Megaloglossus woermanni är differenser i kraniets konstruktion och i de genetiska egenskaperna. På ovansidan är håren nära roten ljusbruna och vid spetsen mörkbruna. Typisk är en krage av krämfärgade hår med fläckar på axlarna som liknar epåletter saknas. På undersidan är pälsen lite ljusare. Djurets flyghud har en mörkbrun färg och på andra fingret finns en klo. Arten har I 2/2, C 1/1, P 3/3, M 2/3 som tandformel vad som ger 34 tänder i tanduppsättningen.

## Utbredning
Megaloglossus azagnyi förekommer i en bred remsa vid kusten från Sierra Leone till Ghana. En avskild population lever i centrala Togo. För några exemplar som hittades längre österut är arttillhörigheten omstridd. Exemplaren vistas i fuktiga skogar i låglandet och i områden där gräs och skogar bildar en mosaik. Ibland besöks trädodlingar.

## Ekologi
Arten vilar i träd och buskar. Det genomsnittliga reviret för honor dokumenterades med 139 hektar och för hannar med 100 hektar. Vid temperaturer lägre än 28 °C upptar flera individer torpor. Födan utgörs av nektar och pollen från blommor. Ofta besöks blommor av banansläktet, av afrikanskt tulpanträd, av släktet Maranthes, av släktet Hymenocardia och av Parkia bicolor. Honor som hittades i maj och juni visade tecken på mjölkproduktion.

## Hot
Regionala bestånd hotas av skogens omvandling till jordbruksmark och av skogsbruk. Hela populationen antas vara stor. IUCN listar arten som livskraftig (LC).